# Pétanque-Weltmeisterschaft 2007
Die 43. Pétanque-Weltmeisterschaften der Senioren fanden vom 20. bis zum 24. September 2007 in Pattaya, Thailand statt. Parallel wurden die 8. Weltmeisterschaften im Tir de Précision (Präzisionsschießen) ausgetragen.
Bei den Meisterschaften der Senioren (fr. Seniors) sind Männer wie Frauen, aber auch Espoirs und Juniors zugelassen. Frauen traten bei der WM 2007 aber nicht an.
Die Fédération Internationale de Pétanque et Jeu Provençal (FIPJP) trägt die Weltmeisterschaften jährlich aus.
Zur 43. WM traten 50 der 72 in (FIPJP) organisierten Nationen an.
Thailand ist mit 40.000 (Stand 31. Dezember 2006) Sportlern zweitstärkste Pétanque-Nation hinter Frankreich (367.247 Sportler). Pétanque wurde in Thailand durch die derzeitige Königin-Mutter eingeführt, die diese Boule-Sportart als junge Frau in Frankreich und der Schweiz kennen und schätzen gelernt hat. Pétanque wird in Thailand gefördert, es gibt sehr viele Sportsoldaten in dieser Disziplin.
Der Deutsche Pétanque-Verband (DPV) ist hinter den Verbänden Spaniens (29.115), Algeriens (19.716) und dem der Niederlande (17.880) mit 14.129 Sportlern der sechststärkste Pétanque-Verband. Die Schweiz hat 3.482, Österreich 262 Pétanque-Sportler.
Die 43. WM war für den DPV die bisher erfolgreichste, da sowohl im Triplette als auch im Präzisionsschießen der fünfte Platz erreicht wurde.

## Triplette
Wie alle internationalen Meisterschaften in der Boule-Sportart Pétanque wurde auch bei der 43. WM Triplette gespielt. Der Gastgeber Thailand und der Vorjahresweltmeister Frankreich stellten jeweils zwei Teams, alle anderen Nationen ein Team.

### Vorrunde
In der ersten Runde wurden in 8 Gruppen mit 6 bis 7 Teams jeder gegen jeden gespielt. Die ersten vier qualifizierten sich für das 1/16-Finale. Die ausgeschiedenen Teams spielten im Nationen-Cup weiter.
Das deutsche Team (Jannik Schaake (Sandhofen) / Jan Garner (Hannover) / Martin Kuball (Hamburg) / Patrick Abdelhak (Konstanz)) spielte in Gruppe C. Sie verloren nur gegen den Favoriten und späteren Weltmeister Frankreich 1 und gegen Vietnam. In der gleichen Gruppen spielte auch Kroatien, dessen Team sich aus in Deutschland spielenden Spielern (Tino Capin (Berlin) / Stipe Mamic (Grünwinkel) / Ante Šolic (Berlin) / Michael Tekath (Viernheim)) zusammensetzte. Das Prestige-Duell gewannen die Deutschen.
Deutschland wurde hinter Frankreich 2 Gruppenzweiter, Kroatien Dritter.
Frankreich 1 wurde Erster in Gruppe D, Gastgeber Thailand konnte nur mit einem Team in die nächste Runde einziehen. Die Schweiz qualifizierte sich als Vierter der Gruppe B. Österreich wurde in Gruppe A Vierter.
| Vorrunde | Vorrunde    | Vorrunde  | Vorrunde            | Vorrunde               | Vorrunde   | Vorrunde               | Vorrunde  | Vorrunde    |
| -------- | ----------- | --------- | ------------------- | ---------------------- | ---------- | ---------------------- | --------- | ----------- |
| Platz    | A           | B         | C                   | D                      | E          | F                      | G         | H           |
| 1        | Madagaskar  | Portugal  | Frankreich1         | Frankreich2            | Belgien    | Elfenbeinküste         | Marokko   | Tunesien    |
| 2        | Thailand2   | Laos      | Deutschland         | Finnland               | Italien    | Französisch-Polynesien | Schweden  | Kanada      |
| 3        | Estland     | Benin     | Kroatien            | Vereinigtes Königreich | Australien | Seychellen             | Senegal   | Monaco      |
| 4        | Österreich  | Schweiz   | Slowenien           | Spanien                | Neuseeland | Tschechien             | Dschibuti | Dänemark    |
| 5        | Singapur    | Thailand1 | Vietnam             | Polen                  | Japan      | Ungarn                 | Slowakei  | Niederlande |
| 6        | Malaysia    | Mauritius | Volksrepublik China | Norwegen               | Taiwan     | Vereinigte Staaten     | Indien    | Belarus     |
| 7        | Philippinen | Russland  | Bulgarien           | –                      | –          | –                      | Litauen   | –           |

### 1/16-Finale (Poule-Runde)
Im 1/16-Finale wurde Poule gespielt. Poules sind Gruppen à vier Teams. Die Gewinner und Verlierer des 1. Spiels spielen jeweils gegeneinander.
Der Sieger des Gewinnerspiels ist direkt für die nächste Runde qualifiziert. Der Gewinner des Verliererspiels und der Verlierer des Gewinnerspiels spielen eine Barrage. Der Gewinner ist für die nächste Runde qualifiziert. Die Verlierer des Verliererspiels und der Barrage spielen im Nationen-Cup weiter.
Deutschland konnte sich als Zweiter des Poules V hinter Frankreich 1 für die nächste Runde qualifizieren. Sie konnten zunächst gegen Neuseeland 13:4 gewinnen, verloren im Siegerspiel 13:1 gegen Frankreich 1 und gewannen schließlich die Barrage gegen Neuseeland.
Die Schweiz verlor im Poule W Spiel 1 gegen Schweden, gewann das Verliererspiel gegen 13:10 gegen Estland und gewann die Barrage gegen Schweden 13:12.
Österreich schied in Gruppe X mit zwei Niederlagen gegen Marokko (3:13) und Kanada (7:13) aus und spielte im Nationencup weiter.
| Poules | Poules     | Poules     | Poules      | Poules      | Poules   | Poules     | Poules                 | Poules                 |
| ------ | ---------- | ---------- | ----------- | ----------- | -------- | ---------- | ---------------------- | ---------------------- |
| Platz  | S          | T          | U           | V           | W        | X          | Y                      | Z                      |
| 1      | Madagaskar | Thailand2  | Frankreich1 | Frankreich2 | Tunesien | Marokko    | Französisch-Polynesien | Elfenbeinküste         |
| 2      | Dänemark   | Portugal   | Finnland    | Deutschland | Schweiz  | Kanada     | Spanien                | Italien                |
| 3      | Laos       | Tschechien | Dschibuti   | Neuseeland  | Schweden | Benin      | Belgien                | Slowenien              |
| 4      | Senegal    | Australien | Monaco      | Seychellen  | Estland  | Österreich | Kroatien               | Vereinigtes Königreich |

### 1/8-Finale Poule-Runde
Auch im 1/8-Finale wurde Poule gespielt. Das System lässt sich anhand der farbigen Markierungen verfolgen.
Deutschland spielte in dieser Runde stark und qualifizierte sich ohne Niederlage als Erster des Poules 4. Die Schweiz schied mit zwei Niederlagen in Poule 2 aus.
| Poule 1       | Poule 1     | Poule 1    | Poule 1     | Poule 1     | Poule 1 |
| ------------- | ----------- | ---------- | ----------- | ----------- | ------- |
| Spiel 1       | Madagaskar  | :          | Spanien     | 13:2        |         |
| Spiel 1       | Frankreich1 | :          | Portugal    | 13:9        |         |
| Gewinner      | Madagaskar  | :          | Frankreich1 | 13:1        |         |
| Verlierer     | Spanien     | :          | Portugal    | 13:2        |         |
| Barrage       | Spanien     | :          | Frankreich1 | 4:13        |         |
| qualifiziert  | Madagaskar  | Madagaskar | Frankreich1 | Frankreich1 |         |
| ausgeschieden | Spanien     | Spanien    | Portugal    | Portugal    |         |

| Poule 2       | Poule 2     | Poule 2     | Poule 2     | Poule 2 | Poule 2 |
| ------------- | ----------- | ----------- | ----------- | ------- | ------- |
| Spiel 1       | Thailand2   | :           | Italien     | 13:5    |         |
| Spiel 1       | Frankreich2 | :           | Schweiz     | 13:3    |         |
| Gewinner      | Thailand2   | :           | Frankreich2 | 0:13    |         |
| Verlierer     | Italien     | :           | Schweiz     | 13:1    |         |
| Barrage       | Thailand2   | :           | Italien     | 4:13    |         |
| qualifiziert  | Frankreich2 | Frankreich2 | Italien     | Italien |         |
| ausgeschieden | Thailand2   | Thailand2   | Schweiz     | Schweiz |         |

| Poule 3       | Poule 3                | Poule 3                | Poule 3  | Poule 3  | Poule 3 |
| ------------- | ---------------------- | ---------------------- | -------- | -------- | ------- |
| Spiel 1       | Tunesien               | :                      | Kanada   | 13:11    |         |
| Spiel 1       | Französisch-Polynesien | :                      | Dänemark | 13:3     |         |
| Gewinner      | Französisch-Polynesien | :                      | Tunesien | 13:1     |         |
| Verlierer     | Dänemark               | :                      | Kanada   | 4:13     |         |
| Barrage       | Tunesien               | :                      | Kanada   | 13:8     |         |
| qualifiziert  | Französisch-Polynesien | Französisch-Polynesien | Tunesien | Tunesien |         |
| ausgeschieden | Kanada                 | Kanada                 | Dänemark | Dänemark |         |

| Poule 4       | Poule 4        | Poule 4     | Poule 4        | Poule 4        | Poule 4 |
| ------------- | -------------- | ----------- | -------------- | -------------- | ------- |
| Spiel 1       | Marokko        | :           | Finnland       | 6:13           |         |
| Spiel 1       | Elfenbeinküste | :           | Deutschland    | 1:13           |         |
| Gewinner      | Finnland       | :           | Deutschland    | 6:13           |         |
| Verlierer     | Marokko        | :           | Elfenbeinküste | 13:5           |         |
| Barrage       | Marokko        | :           | Finnland       | 13:6           |         |
| qualifiziert  | Deutschland    | Deutschland | Marokko        | Marokko        |         |
| ausgeschieden | Finnland       | Finnland    | Elfenbeinküste | Elfenbeinküste |         |

### Finalrunde
Deutschland schied im 1/4-Finale aus und wurde wie 2006 und 1996 Fünfter. Dies sind die besten deutschen Ergebnisse.
Weltmeister wurde Frankreich 1. Frankreich 2 verlor im 1/4-Finale gegen Madagaskar 0:13. Madagaskar wurde dann Vizeweltmeister.
Italien und Tunesien wurden Dritte.
Rekordmeister Frankreich wurde zum 24. Mal Weltmeister und holte seine 51. Medaille.
Der Weltmeister von 1999 Madagaskar gewann seine zweite Silbermedaille, seine dritte Medaille insgesamt.
Tunesien, hinter der Schweiz Dritter im Medaillenspiegel, gewann seine 4. Bronzemedaille (3× Gold, 7× Silber) und hat nun 14 Medaillen und liegt damit hinter Frankreich und vor Belgien (13) auf Platz 2.
Der dreifache Weltmeister Italien holte seine 4. Bronzemedaille.
|  | Viertelfinale          | Viertelfinale |             |    | Halbfinale | Halbfinale |  |  | Finale | Finale |
|  |                        |               |             |    |            |            |  |  |        |        |
|  | Frankreich1            | 13            |             |    |            |            |  |  |        |        |
|  | Marokko                | 1             |             |    |            |            |  |  |        |        |
|  | Marokko                | 1             | Frankreich1 | 13 |            |            |  |  |        |        |
|  |                        |               | Frankreich1 | 13 |            |            |  |  |        |        |
|  |                        | Italien       | 3           |    |            |            |  |  |        |        |
|  | Französisch-Polynesien | Italien       | 3           | 0  |            |            |  |  |        |        |
|  | Französisch-Polynesien |               |             | 0  |            |            |  |  |        |        |
|  | Italien                | 13            |             |    |            |            |  |  |        |        |
|  |                        |               | Frankreich1 | 13 |            |            |  |  |        |        |
|  |                        | Madagaskar    | 5           |    |            |            |  |  |        |        |
|  | Tunesien               | 13            |             |    |            |            |  |  |        |        |
|  | Deutschland            | 3             |             |    |            |            |  |  |        |        |
|  | Deutschland            | 3             | Madagaskar  | 13 |            |            |  |  |        |        |
|  |                        |               | Madagaskar  | 13 |            |            |  |  |        |        |
|  |                        | Tunesien      | 3           |    |            |            |  |  |        |        |
|  | Madagaskar             | Tunesien      | 3           | 13 |            |            |  |  |        |        |
|  | Madagaskar             |               |             | 13 |            |            |  |  |        |        |
|  | Frankreich2            | 0             |             |    |            |            |  |  |        |        |

| Weltmeister      | Weltmeister  | Weltmeister                                                             | Weltmeister                                                             | Weltmeister                                                             | Weltmeister                                                             | Weltmeister                                                             | Weltmeister                                                             |
| ---------------- | ------------ | ----------------------------------------------------------------------- | ----------------------------------------------------------------------- | ----------------------------------------------------------------------- | ----------------------------------------------------------------------- | ----------------------------------------------------------------------- | ----------------------------------------------------------------------- |
| Frankreich 1     | Frankreich 1 | Henri Lacroix / Philippe Suchaud / Bruno Leboursicaud / Thierry Grandet | Henri Lacroix / Philippe Suchaud / Bruno Leboursicaud / Thierry Grandet | Henri Lacroix / Philippe Suchaud / Bruno Leboursicaud / Thierry Grandet | Henri Lacroix / Philippe Suchaud / Bruno Leboursicaud / Thierry Grandet | Henri Lacroix / Philippe Suchaud / Bruno Leboursicaud / Thierry Grandet | Henri Lacroix / Philippe Suchaud / Bruno Leboursicaud / Thierry Grandet |
| Vize-Weltmeister |              |                                                                         |                                                                         |                                                                         |                                                                         |                                                                         |                                                                         |
| Madagaskar       | Madagaskar   | Andrianiaina / Rakotoarivelo / Dinmamod / Maminiarina                   | Andrianiaina / Rakotoarivelo / Dinmamod / Maminiarina                   | Andrianiaina / Rakotoarivelo / Dinmamod / Maminiarina                   | Andrianiaina / Rakotoarivelo / Dinmamod / Maminiarina                   | Andrianiaina / Rakotoarivelo / Dinmamod / Maminiarina                   | Andrianiaina / Rakotoarivelo / Dinmamod / Maminiarina                   |
| Platz 3          | Italien      | Italien                                                                 | Occelli / Dutto / Zocco / Biancotto                                     | Occelli / Dutto / Zocco / Biancotto                                     | Occelli / Dutto / Zocco / Biancotto                                     | Occelli / Dutto / Zocco / Biancotto                                     | Occelli / Dutto / Zocco / Biancotto                                     |
| Platz 3          | Tunesien     | Tunesien                                                                | Lakhal / Tarek / Attalah / Med Nizar                                    | Lakhal / Tarek / Attalah / Med Nizar                                    | Lakhal / Tarek / Attalah / Med Nizar                                    | Lakhal / Tarek / Attalah / Med Nizar                                    | Lakhal / Tarek / Attalah / Med Nizar                                    |
| Platz 5          | Deutschland  | Deutschland                                                             | Jannik Schaake / Jan Garner / Martin Kuball / Patrick Abdelhak          | Jannik Schaake / Jan Garner / Martin Kuball / Patrick Abdelhak          | Jannik Schaake / Jan Garner / Martin Kuball / Patrick Abdelhak          | Jannik Schaake / Jan Garner / Martin Kuball / Patrick Abdelhak          | Jannik Schaake / Jan Garner / Martin Kuball / Patrick Abdelhak          |
| Platz 5          | Frankreich 2 |                                                                         |                                                                         |                                                                         |                                                                         |                                                                         |                                                                         |
| Platz 5          | Marokko      |                                                                         |                                                                         |                                                                         |                                                                         |                                                                         |                                                                         |
| Platz 5          | Tahiti       |                                                                         |                                                                         |                                                                         |                                                                         |                                                                         |                                                                         |

## Nationencup
Um den Nationencup spielen die in den ersten Runden ausgeschiedenen Teams.
Österreich schied in der 2. Poule-Runde aus, Kroatien erreichte bei seiner 1. WM-Teilnahme das Viertelfinale.
Belgien gewann das Finale. Belgien war bis 2005 oft der größte Konkurrent Frankreichs, wurde 2000 zum zweiten Mal Weltmeister und errang 6 Silber und 5 Bronzemedaillen. 2006 scheiterte Belgien im 1/8-Finale, 2007 war bereits im 1/16-Finale das WM-Turnier zu Ende.
|  | Achtelfinale       | Achtelfinale |            |            | Viertelfinale | Viertelfinale |  |  | Halbfinale | Halbfinale |  |  | Finale | Finale |
|  |                    |              |            |            |               |               |  |  |            |            |  |  |        |        |
|  |                    |              |            |            |               |               |  |  |            |            |  |  |        |        |
|  | Mauritius          | 13           |            |            |               |               |  |  |            |            |  |  |        |        |
|  | Dschibuti          | 7            |            |            |               |               |  |  |            |            |  |  |        |        |
|  | Dschibuti          | 7            | Mauritius  | 13         |               |               |  |  |            |            |  |  |        |        |
|  |                    |              | Mauritius  | 13         |               |               |  |  |            |            |  |  |        |        |
|  |                    |              |            |            | Laos          | 8             |  |  |            |            |  |  |        |        |
|  | Laos               | 13           |            |            | Laos          | 8             |  |  |            |            |  |  |        |        |
|  | Laos               | 13           |            |            |               |               |  |  |            |            |  |  |        |        |
|  | Vereinigte Staaten | 6            |            |            |               |               |  |  |            |            |  |  |        |        |
|  | Vereinigte Staaten | 6            | Mauritius  | 8          |               |               |  |  |            |            |  |  |        |        |
|  |                    |              | Mauritius  | 8          |               |               |  |  |            |            |  |  |        |        |
|  |                    |              |            | Thailand 1 | 13            |               |  |  |            |            |  |  |        |        |
|  | Thailand 1         | 13           |            | Thailand 1 | 13            |               |  |  |            |            |  |  |        |        |
|  | Thailand 1         | 13           |            |            |               |               |  |  |            |            |  |  |        |        |
|  | Niederlande        | 4            |            |            |               |               |  |  |            |            |  |  |        |        |
|  | Niederlande        | 4            | Thailand 1 | 13         |               |               |  |  |            |            |  |  |        |        |
|  |                    |              | Thailand 1 | 13         |               |               |  |  |            |            |  |  |        |        |
|  |                    |              |            |            | Monaco        | 7             |  |  |            |            |  |  |        |        |
|  | Monaco             | 13           |            |            | Monaco        | 7             |  |  |            |            |  |  |        |        |
|  | Monaco             | 13           |            |            |               |               |  |  |            |            |  |  |        |        |
|  | Malaysia           | 10           |            |            |               |               |  |  |            |            |  |  |        |        |
|  | Malaysia           | 10           | Thailand 1 | 12         |               |               |  |  |            |            |  |  |        |        |
|  |                    |              | Thailand 1 | 12         |               |               |  |  |            |            |  |  |        |        |
|  |                    |              |            | Belgien    | 13            |               |  |  |            |            |  |  |        |        |
|  | Kroatien           | 13           |            | Belgien    | 13            |               |  |  |            |            |  |  |        |        |
|  | Kroatien           | 13           |            |            |               |               |  |  |            |            |  |  |        |        |
|  | Australien         | 8            |            |            |               |               |  |  |            |            |  |  |        |        |
|  | Australien         | 8            | Kroatien   | 8          |               |               |  |  |            |            |  |  |        |        |
|  |                    |              | Kroatien   | 8          |               |               |  |  |            |            |  |  |        |        |
|  |                    |              |            |            | Belgien       | 13            |  |  |            |            |  |  |        |        |
|  | Belgien            | 13           |            |            | Belgien       | 13            |  |  |            |            |  |  |        |        |
|  | Belgien            | 13           |            |            |               |               |  |  |            |            |  |  |        |        |
|  | Norwegen           | 0            |            |            |               |               |  |  |            |            |  |  |        |        |
|  | Norwegen           | 0            | Belgien    | 13         |               |               |  |  |            |            |  |  |        |        |
|  |                    |              | Belgien    | 13         |               |               |  |  |            |            |  |  |        |        |
|  |                    |              |            | Schweden   | 3             |               |  |  |            |            |  |  |        |        |
|  | Senegal            | 8            |            | Schweden   | 3             |               |  |  |            |            |  |  |        |        |
|  | Senegal            | 8            |            |            |               |               |  |  |            |            |  |  |        |        |
|  | Slowenien          | 13           |            |            |               |               |  |  |            |            |  |  |        |        |
|  | Slowenien          | 13           | Slowenien  | 5          |               |               |  |  |            |            |  |  |        |        |
|  |                    |              | Slowenien  | 5          |               |               |  |  |            |            |  |  |        |        |
|  |                    |              |            |            | Schweden      | 13            |  |  |            |            |  |  |        |        |
|  | Schweden           | 13           |            |            | Schweden      | 13            |  |  |            |            |  |  |        |        |
|  | Schweden           | 13           |            |            |               |               |  |  |            |            |  |  |        |        |
|  | Singapur           | 7            |            |            |               |               |  |  |            |            |  |  |        |        |

## Präzisionsschießen (Tir de precision)
Als erster Deutscher schaffte der 18-jährige Jannik Schaake die direkte Qualifikation als Vierter der Vorrunde im Präzisionsschießen. Dort verlor er gegen den Franzosen Pascal Milei. Der 5. Platz, den Sascha Koch ebenfalls belegt, ist die beste Platzierung eines Deutschen Tireurs.
Der Schweizer Tuong van Nguyen qualifizierte sich als siebter für die Repêchage, schied dort aber aus und wurde 15. Der Österreicher Sorio Oscar schied als 31. der Vorrunde aus.
Madagaskar holte sich seinen ersten WM-Titel in dieser 200 erstmals ausgetragenen Disziplin und verbesserte sich mit insgesamt 4 Medaillen (2× Silber, 1× Bronze).
Frankreich fügte seinen bisher 4 Goldmedaillen eine silberne hinzu. Französisch-Polynesien und Marokko gewannen ihre ersten (Bronze-)Medaillen.
| Qualifikationsrunde 4 von 55 Startern direkt qualifiziert, 17 für die Repêchage |                                    |                                    |                                    |                                    |           |
| Platz 1                                                                         | Yann Nauta (Tahiti)                | Yann Nauta (Tahiti)                | Yann Nauta (Tahiti)                | Yann Nauta (Tahiti)                | 52 Punkte |
| Platz 2                                                                         | Claude Bedi Jean (Côte d’Ivoire)   | Claude Bedi Jean (Côte d’Ivoire)   | Claude Bedi Jean (Côte d’Ivoire)   | Claude Bedi Jean (Côte d’Ivoire)   | 48 Punkte |
| Platz 3                                                                         | Phusa – Ad Thaleungkiat (Thailand) | Phusa – Ad Thaleungkiat (Thailand) | Phusa – Ad Thaleungkiat (Thailand) | Phusa – Ad Thaleungkiat (Thailand) | 46 Punkte |
| Platz 4                                                                         | Jannik Schaake (Deutschland)       | Jannik Schaake (Deutschland)       | Jannik Schaake (Deutschland)       | Jannik Schaake (Deutschland)       | 44 Punkte |
| Repêchage 2. Chance / 4 von 17 Startern qualifiziert                            |                                    |                                    |                                    |                                    |           |
| Platz 5                                                                         | Pascal Milei (Frankreich)          | Pascal Milei (Frankreich)          | Pascal Milei (Frankreich)          | Pascal Milei (Frankreich)          | 49 Punkte |
| Platz 6                                                                         | Abdessamad Menkari (Marokko)       | Abdessamad Menkari (Marokko)       | Abdessamad Menkari (Marokko)       | Abdessamad Menkari (Marokko)       | 42 Punkte |
| Platz 7                                                                         | Sylvain Rakotoarivelo (Madagaskar) | Sylvain Rakotoarivelo (Madagaskar) | Sylvain Rakotoarivelo (Madagaskar) | Sylvain Rakotoarivelo (Madagaskar) | 39 Punkte |
| Platz 8                                                                         | Han Liquang (VR China)             | Han Liquang (VR China)             | Han Liquang (VR China)             | Han Liquang (VR China)             | 35 Punkte |

|  | Viertelfinale | Viertelfinale         | Viertelfinale         |    |                         | Halbfinale | Halbfinale | Halbfinale |  |  | Finale | Finale | Finale |
|  |               |                       |                       |    |                         |            |            |            |  |  |        |        |        |
|  | 1             | Yann Nauta            | 33                    |    |                         |            |            |            |  |  |        |        |        |
|  | 8             | Han Liquang           | 32                    |    |                         |            |            |            |  |  |        |        |        |
|  | 8             | Han Liquang           | 32                    | 1  | Yann Nauta              | 20         |            |            |  |  |        |        |        |
|  |               |                       |                       | 1  | Yann Nauta              | 20         |            |            |  |  |        |        |        |
|  |               | 5                     | Pascal Milei          | 35 |                         |            |            |            |  |  |        |        |        |
|  | 4             | 5                     | Pascal Milei          | 35 | Jannik Schaake          | 35         |            |            |  |  |        |        |        |
|  | 4             |                       |                       |    | Jannik Schaake          | 35         |            |            |  |  |        |        |        |
|  | 5             | Pascal Milei          | 46                    |    |                         |            |            |            |  |  |        |        |        |
|  | 5             | Pascal Milei          | 46                    | 5  | Pascal Milei            | 41         |            |            |  |  |        |        |        |
|  |               |                       |                       |    | Pascal Milei            | 41         |            |            |  |  |        |        |        |
|  |               | 7                     | Sylvain Rakotoarivelo | 52 |                         |            |            |            |  |  |        |        |        |
|  | 3             | 7                     | Sylvain Rakotoarivelo | 52 | Phusa – Ad Thaleungkiat | 44         |            |            |  |  |        |        |        |
|  | 3             |                       |                       |    | Phusa – Ad Thaleungkiat | 44         |            |            |  |  |        |        |        |
|  | 6             | Abdessamad Menkari    | 46                    |    |                         |            |            |            |  |  |        |        |        |
|  | 6             | Abdessamad Menkari    | 46                    | 3  | Abdessamad Menkari      | 18         |            |            |  |  |        |        |        |
|  |               |                       |                       | 3  | Abdessamad Menkari      | 18         |            |            |  |  |        |        |        |
|  |               | 7                     | Sylvain Rakotoarivelo | 36 |                         |            |            |            |  |  |        |        |        |
|  | 2             | 7                     | Sylvain Rakotoarivelo | 36 | Claude Bedi Jean        | 20         |            |            |  |  |        |        |        |
|  | 2             |                       |                       |    | Claude Bedi Jean        | 20         |            |            |  |  |        |        |        |
|  | 7             | Sylvain Rakotoarivelo | 32                    |    |                         |            |            |            |  |  |        |        |        |

| Weltmeister                          | Weltmeister                        | Weltmeister                  | Weltmeister                  | Weltmeister                  | Weltmeister                  |
| ------------------------------------ | ---------------------------------- | ---------------------------- | ---------------------------- | ---------------------------- | ---------------------------- |
| Sylvain Rakotoariveload (Madagaskar) |                                    |                              |                              |                              |                              |
| Vizeweltmeister                      |                                    |                              |                              |                              |                              |
| Pascal Milei (Frankreich)            |                                    |                              |                              |                              |                              |
| Platz 3                              | Yann Nauta (Tahiti)                | Yann Nauta (Tahiti)          | Yann Nauta (Tahiti)          | Yann Nauta (Tahiti)          | Yann Nauta (Tahiti)          |
| Platz 3                              | Abdessamad Menkari (Marokko)       |                              |                              |                              |                              |
| Platz 5                              | Jannik Schaake (Deutschland)       | Jannik Schaake (Deutschland) | Jannik Schaake (Deutschland) | Jannik Schaake (Deutschland) | Jannik Schaake (Deutschland) |
| Platz 5                              | Han Liquang (VR China)             |                              |                              |                              |                              |
| Platz 5                              | Phusa – Ad Thaleungkiat (Thailand) |                              |                              |                              |                              |
| Platz 5                              | Claude Bedi Jean (Côte d’Ivoire)   |                              |                              |                              |                              |